# Eric Radford
Eric Radford, född 27 januari 1985, är en kanadensisk idrottare som tävlar i konståkning. Han ingick i det kanadensiska lag som blev olympiska mästare i lagtävlingen vid olympiska vinterspelen 2018 i Pyeongchang i Sydkorea.
Radford deltog även vid olympiska vinterspelen 2014 där han ingick i laget som vann olympiskt silver.